# Lloyd Neal
Lloyd Neal (ur. 10 grudnia 1950 w Talbotton) – amerykański koszykarz, występujący na pozycjach skrzydłowego oraz środkowego, mistrz NBA z 1977 roku.
Po opuszczeniu uczelni uplasował się na czwartym miejscu na liście jej najlepszych strzelców w historii z łączną sumą 2 244 zdobytych punktów. Średnia zdobytych punktów – 24,1 okazała się drugą najwyższą w historii uczelni. W kategorii zbiórek został liderem wszech czasów TSU (1667, 17,9). W latach 1969–1972 TSU Tigers uzyskali rezultat 95-25, wystąpili też trzykrotnie z rzędu w turnieju NCAA.
Zajął drugie miejsce w głosowaniu na debiutanta roku tuż za Bobem McAdoo, notował wtedy średnio 13,4 punktu, 11,8 zbiórki, 1,8 asysty.
Karierę sportową zakończył przedwcześnie w 1979 roku z powodu problemów z kolanami.

## Osiągnięcia
NCAA
- Wybrany do Galerii Sław Sporu stanu Tennessee (2004)[2]

NBA
- Mistrz NBA (1977)[1]
- Zaliczony do I składu debiutantów NBA (1973)[4]
- Klub Portland Trail Blazers zastrzegł należący do niego numer 36 (24.03.1979)[5][3]